# Сен Мартен д'Ер
Сен Мартен д'Ер (фр. Saint-Martin-d'Hères) град је у Француској, у департману Изер.
По подацима из 1999. године број становника у месту је био 35.777.

## Демографија
| 1962.  | 1968.  | 1975.  | 1982.  | 1990.  | 1999.  | 2011.  |
| ------ | ------ | ------ | ------ | ------ | ------ | ------ |
| 14.453 | 33.605 | 38.052 | 35.188 | 34.341 | 35.777 | 37.126 |